# Dr. Steel
Pour les articles homonymes, voir Steel.
Dr. Phineas Waldolf Steel est un artiste musical américain. Il est également concepteur graphique, dessinateur et écrivain, mais son métier principal reste celui d'auteur-compositeur-interprète. Ses compositions mélangent plusieurs genres ; il les qualifie lui-même de « hip-hop opéra industriel »[réf. souhaitée]. Sa musique emploie des échantillons de musique des années 1920 et 1930 et des rythmes urbains souvent accompagnés d'accordéons et de guitares électriques. Steel est apparu dans l'émission The tonight Show et a effectué bon nombre d'interviews,,,,,,.

## Concept
Le but du Dr. Steel est de créer un monde utopique où la seule raison d'être serait de faire ce qu'il vous plaît, au lieu d'être forcé à faire ce qu'on vous ordonne de faire. La priorité du Dr. Steel est la créativité et l'amusement. Son but est de rendre le monde heureux en nous débarrassant de toute chaîne afin d'être libre d'utiliser notre créativité. Pour accomplir ce rêve, il compte sur son armée de soldats jouets qui sont en fait ses fidèles fans, hommes et femmes qui ont fait vœu de rendre ce monde plus beau, de s'amuser et de construire le monde utopique dont rêve le Dr. Steel. On voit l'expression de ce concept dans la vidéo "Building a Utopian Playland" en libre circulation sur le web.

## Discographie

### Albums studio
- 2001 : Dr.Steel
- 2001 : Dr. Steel II : Electric Boogaloo
- 2002 : The Musical
- 2002 : People of Earth

### Remixes
- 2002 : Re-Built

### Compilations
- 2003 : The Dr. Steel Collection
- 2004 : The Dr. Steel Read Along Album [+ inédits]